# Liste der olympischen Medaillengewinner aus Singapur
Der Singapore National Olympic Council wurde 1947 gegründet und 1948 vom Internationalen Olympischen Komitee aufgenommen.

## Medaillenbilanz
Bislang konnten sechs Sportler aus Singapur sechs olympische Medaille erringen (1 × Gold,2 × Silber,3 × Bronze).
| Singapur bei den Olympischen Sommerspielen                                     | Singapur bei den Olympischen Sommerspielen | Singapur bei den Olympischen Sommerspielen | Singapur bei den Olympischen Sommerspielen | Singapur bei den Olympischen Sommerspielen | Singapur bei den Olympischen Sommerspielen |      | Singapur bei den Olympischen Winterspielen | Singapur bei den Olympischen Winterspielen | Singapur bei den Olympischen Winterspielen | Singapur bei den Olympischen Winterspielen | Singapur bei den Olympischen Winterspielen | Singapur bei den Olympischen Winterspielen |
| Jahr                                                                           | Gold                                       | Silber                                     | Bronze                                     | Gesamt                                     | Rang                                       | Jahr | Gold                                       | Silber                                     | Bronze                                     | Gesamt                                     | Rang                                       |                                            |
| 1948                                                                           | 0                                          | 0                                          | 0                                          | 0                                          |                                            |      | 1948                                       | –                                          | –                                          | –                                          | –                                          | –                                          |
| 1952                                                                           | 0                                          | 0                                          | 0                                          | 0                                          |                                            |      | 1952                                       | –                                          | –                                          | –                                          | –                                          | –                                          |
| 1956                                                                           | 0                                          | 0                                          | 0                                          | 0                                          |                                            |      | 1956                                       | –                                          | –                                          | –                                          | –                                          | –                                          |
| 1960                                                                           | 0                                          | 1                                          | 0                                          | 1                                          | 32                                         |      | 1960                                       | –                                          | –                                          | –                                          | –                                          | –                                          |
| 1964                                                                           | –                                          | –                                          | –                                          | –                                          | –                                          |      | 1964                                       | –                                          | –                                          | –                                          | –                                          | –                                          |
| 1968                                                                           | 0                                          | 0                                          | 0                                          | 0                                          |                                            |      | 1968                                       | –                                          | –                                          | –                                          | –                                          | –                                          |
| 1972                                                                           | 0                                          | 0                                          | 0                                          | 0                                          |                                            |      | 1972                                       | –                                          | –                                          | –                                          | –                                          | –                                          |
| 1976                                                                           | 0                                          | 0                                          | 0                                          | 0                                          |                                            |      | 1976                                       | –                                          | –                                          | –                                          | –                                          | –                                          |
| 1980                                                                           | –                                          | –                                          | –                                          | –                                          | –                                          |      | 1980                                       | –                                          | –                                          | –                                          | –                                          | –                                          |
| 1984                                                                           | 0                                          | 0                                          | 0                                          | 0                                          |                                            |      | 1984                                       | –                                          | –                                          | –                                          | –                                          | –                                          |
| 1988                                                                           | 0                                          | 0                                          | 0                                          | 0                                          |                                            |      | 1988                                       | –                                          | –                                          | –                                          | –                                          | –                                          |
| 1992                                                                           | 0                                          | 0                                          | 0                                          | 0                                          |                                            |      | 1992                                       | –                                          | –                                          | –                                          | –                                          | –                                          |
| 1996                                                                           | 0                                          | 0                                          | 0                                          | 0                                          |                                            |      | 1994                                       | –                                          | –                                          | –                                          | –                                          | –                                          |
| 2000                                                                           | 0                                          | 0                                          | 0                                          | 0                                          |                                            |      | 1998                                       | –                                          | –                                          | –                                          | –                                          | –                                          |
| 2004                                                                           | 0                                          | 0                                          | 0                                          | 0                                          |                                            |      | 2002                                       | –                                          | –                                          | –                                          | –                                          | –                                          |
| 2008                                                                           | 0                                          | 1                                          | 0                                          | 1                                          | 71                                         |      | 2006                                       | –                                          | –                                          | –                                          | –                                          | –                                          |
| 2012                                                                           | 0                                          | 0                                          | 2                                          | 2                                          | 75                                         |      | 2010                                       | –                                          | –                                          | –                                          | –                                          | –                                          |
| 2016                                                                           | 1                                          | 0                                          | 0                                          | 1                                          | 54                                         |      | 2014                                       | –                                          | –                                          | –                                          | –                                          | –                                          |
| 2020                                                                           | 0                                          | 0                                          | 0                                          | 0                                          |                                            |      | 2018                                       | 0                                          | 0                                          | 0                                          | 0                                          |                                            |
| 2024                                                                           | 0                                          | 0                                          | 1                                          | 1                                          | 84                                         |      | 2022                                       | –                                          | –                                          | –                                          | –                                          | –                                          |
| Gesamt                                                                         | 1                                          | 2                                          | 3                                          | 6                                          |                                            |      | Gesamt                                     | 0                                          | 0                                          | 0                                          | 0                                          |                                            |
| \| \| Gold \| Silber \| Bronze \| Gesamt \| \| Ges. S+W \| 1 \| 2 \| 3 \| 6 \| |                                            |                                            |                                            |                                            |                                            |      |                                            |                                            |                                            |                                            |                                            |                                            |
|                                                                                | Gold                                       | Silber                                     | Bronze                                     | Gesamt                                     |                                            |      |                                            |                                            |                                            |                                            |                                            |                                            |
| Ges. S+W                                                                       | 1                                          | 2                                          | 3                                          | 6                                          |                                            |      |                                            |                                            |                                            |                                            |                                            |                                            |

## Medaillengewinner
- Maximilian Maeder – Segeln (0-0-1)
Paris 2024: Bronze, Kite, Männer
- Joseph Schooling – Schwimmen (1-0-0)
Rio de Janeiro 2016: Gold, 100 m Schmetterling, Männer
- Feng Tianwei – Tischtennis (0-1-2)
Peking 2008: Silber, Tischtennis Mannschaft, Frauen
London 2012: Bronze, Tischtennis Mannschaft, Frauen
London 2012: Bronze, Tischtennis Einzel, Frauen
- Li Jia Wei – Tischtennis (0-1-1)
Peking 2008: Silber, Tischtennis Mannschaft, Frauen
London 2012: Bronze, Tischtennis Mannschaft, Frauen
- Tan Howe-Liang – Gewichtheben (0-1-0)
Rom 1960: Silber, Leichtgewicht (– 67,5 kg), Männer
- Wang Yuegu – Tischtennis (0-1-1)
Peking 2008: Silber, Tischtennis Mannschaft, Frauen
London 2012: Bronze, Tischtennis Mannschaft, Frauen